# Alectorolophus applicatus
Alectorolophus applicatus är en insektsart som beskrevs av Brunner von Wattenwyl 1898. Alectorolophus applicatus ingår i släktet Alectorolophus och familjen gräshoppor.

## Underarter
Arten delas in i följande underarter:
- A. a. applicatus
- A. a. virescens